# チャーリー・ハース
チャーリー・ハース（Charles Doyle "Charlie" Haas II、1972年3月27日 - ）は、アメリカ合衆国のプロレスラー。テキサス州ヒューストン出身。
レスリングの経験から、サブミッションを得意としている。

## 来歴
大学ではレスリング部の主将を務め、レスリングの全米代表に選出されたこともある。一方、学業では経済学と経営学の学位を取得している。
1995年にプロレスラーとしてデビュー。弟のラス・ハースとのタッグチーム「ハース・ブラザーズ」で活動し、CZWなど数々の団体でタッグ王座を獲得した。2000年に兄弟ともにWWEと契約し、下部組織OVWに所属。2001年にラスが心臓病で死去してからは、ラス・チャーリー・ハースのリングネームを用いた。
2002年12月26日、WWEのスマックダウンにデビュー。リングネームを本名に戻し、シェルトン・ベンジャミンと共にカート・アングルが率いる「チーム・アングル」の一員として登場。主にロス・ゲレロス、タジリ＆エディ・ゲレロとの抗争で名勝負を連発し、順調に名を上げていった。チーム・アングルでの活動後、ベビーターンしたカート・アングルと袂を分かちベンジャミンとザ・ワールド・グレイテスト・タッグチーム（The (Self-Proclaimed) World's Greatest Tag Team） （頭文字を取ってWGT、WGTT等と呼ばれる。よく頭に「Self-Proclaimed（自称）」の文字が入った）を結成。WWEタッグ王座を獲得し、防衛を重ねタッグ王座戦線の主力として活躍した。
ドラフトによるシェルトン・ベンジャミンのRAW移籍決定によりWGTTは解散。その後はシングル路線を歩むと思われたがリコ、ミス・ジャッキーとチームを組むこととなる。当初、色仕掛けを繰り返すゲイ・ギミックであったリコを露骨に避けていたが、試合を重ねるごとに信頼を築く。リコとのコンビではWWEタッグ王座を再び獲得している。2004年にリコが解雇されてからは、ミス・ジャッキー、ドーン・マリーにアプローチをされるキャラクターでストーリーが展開された。
2005年6月10日、ジャッキーと実生活において結婚するが、同年7月6日、彼女と共にWWEを解雇された。解雇後はニュージャージー州のJAPWに参戦し、イギリスの団体へも度々登場。同年10月8日には、新日本プロレスの東京ドーム大会にマーク・ジンドラックとのタッグで出場。WWE興行での来日経験はあるが、日本のプロレス団体のリングへはこれが初登場であった。
2006年1月、WWEと再契約、RAWのダーク・マッチや下部番組のヒートに登場後、同年4月17日のRAWにおいて旧友シェルトン・ベンジャミンとの対戦に勝利し、番組復帰を果たした。
2006年5月、ジョニー・ナイトロとの試合で勢いよくリングインした後、ロープワークの際にリングサイド（エプロン）上にいたリリアン・ガルシア（リングアナウンサー）をロープで押し出す形となり、リリアンは床に転落。救急班に連れられ退場した。これが本当の事故かアングル上のものなのかは不明だが、この出来事は次週のRAWにおいてストーリー化される。リリアンはハースの謝罪を受け入れたもの、アングル上彼女の元恋人であるヴィセラは激怒しハースを暴行、以降2人の抗争が続いていたが、結局尻切れとんぼに終わっている。

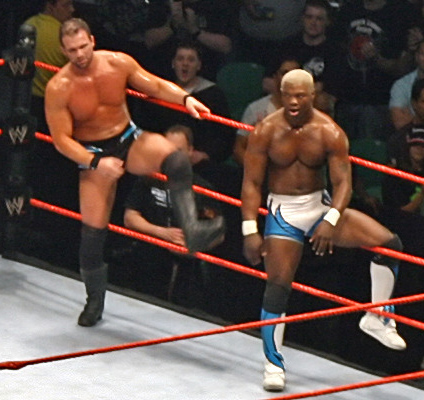
WGTT後期

2006年後期、シェルトン・ベンジャミンとWGTTを再結成。クライム・タイムやハーディ・ボーイズとの抗争を開始する。この時期に二人で入場する際の演出を増やし、ハースがノースリーブのパーカーを被って入場、ベンジャミンは胸をはだけたジャケットにサングラス姿で入場と、別々の格好ながらも同色のもので揃えることでチームとしても個人としてもアピールを強め、過去のWGTTと異なった印象を与えた。2007年11月にベンジャミンがECWに移籍したため、またもタッグチームは解消。その後十分な役割も与えられずストーリーラインから外れたが、2008年8月から物真似ギミックとなり、カリート、ジョン・シナ、JBL、ジム・ロス、グレート・カリらの変装と物真似（主に形態模写）でファンを大いに沸かせた。JBLやジム・ロス、ミスター・パーフェクトなどに変装した時には大歓声を浴びたが、シナに扮した際には逆にブーイングを浴びた（シナはサマースラム2008における負傷で欠場中だったのでファンが復帰したのかと思ったため）。また、グレート・カリの物真似をした際には本人に襲撃されるという一幕があった。これによりスラミー賞の物真似賞を獲得している。
2009年の追加ドラフトにより、スマックダウンへ移籍。移籍後はヒールターンし、かつてのパートナーのシェルトン・ベンジャミンと組み、ジョン・モリソンと抗争を開始するが、またもベンジャミンのECW移籍が決まり、ストーリーラインから外れる。その後はジョバーとしての役回りが多くなり、2010年2月28日にWWEを解雇された。
2010年、全日本プロレスに参戦。ブードゥーマーダーズのメンバーの一員として活動。またWWC、ROHにスポット参戦し、後にROHと契約し所属となる。盟友ベンジャミンとWGTTを再結成してROH世界タッグ王座を獲得し、1年間防衛する活躍を見せた。以降、ROHで活動する傍らJAPW（Jersey All Pro Wrestling）やNWA加盟団体、新日本プロレスのアメリカ興行などに参戦。2011年5月14日にはニューヨーク州バスケットボールシティ・ニューヨークで棚橋弘至が保持するIWGPヘビー級ベルトに挑戦し、18分50秒、ハイフライフローからの片エビ固めで敗れる。
2012年5月12日にはベンジャミンとのタッグでROH世界タッグ王座を再び戴冠。王座陥落後はタッグを解消してシングルで活動していたが、2013年3月30日、ROH WARにてジェフ・ルイス・ニールと対戦し、勝利するが直後のマイクパフォーマンスで突然の引退発表を行った。しかし、8月17日にNWA加盟団体であるBOW（Branded Outlaw Wrestling）にて復帰を果たし、ジャックス・デインと対戦して復帰後の第一戦目を勝利で飾った。

## 得意技

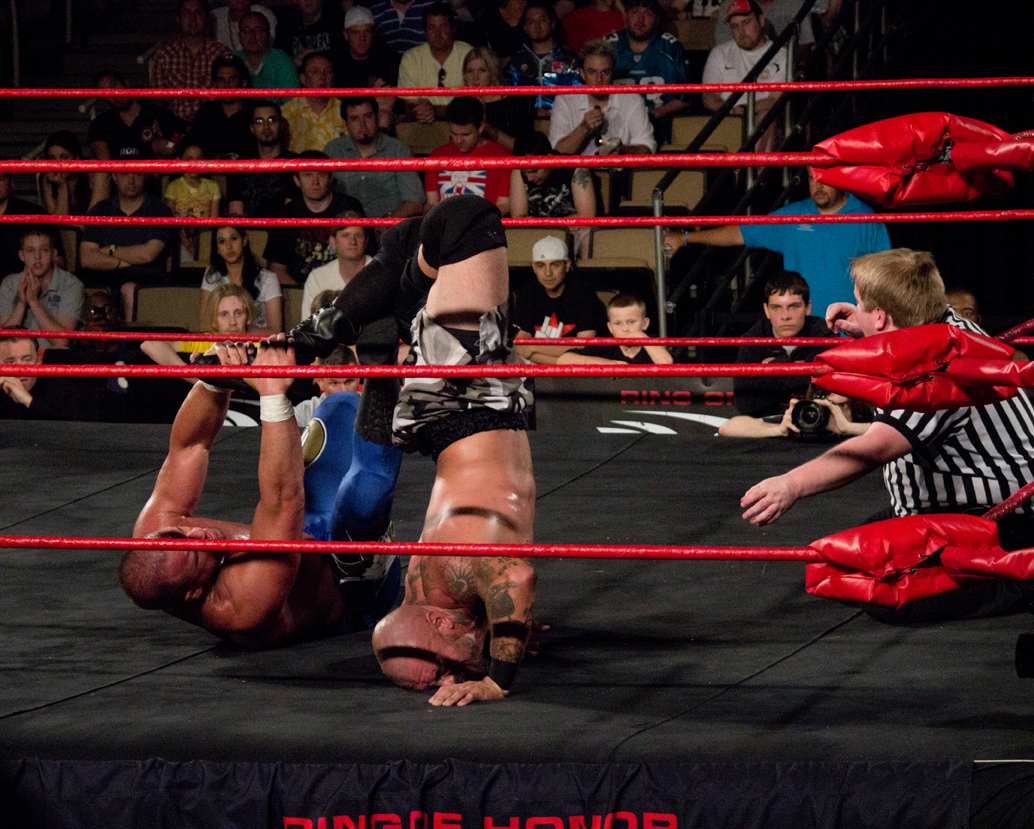
ハース・オブ・ペイン
チャーリー・ハースのオリジナル技。
フォールディング・ネックバック・サブミッション
うつ伏せ状態の相手の両足を4の字固めで固め、さらに相手の左足を挟み込むように右足を折りたたんで、左足首を踏みつける。そのまま相手の右足首をつかんでマットに倒れこみ、ロメロスペシャルの体勢で相手を吊り上げる。
ハースクラッカー
クロバーリーフの体勢から一気に後ろにのけ反り、相手の腰を曲げる。
ジャーマン・スープレックス
ベリー・トゥ・ベリー
アマレス出身の中でもこの技の名手で、非常に綺麗に投げきることができる。
Tボーン・スープレックス
反転ダイビング・クローズライン

## タイトル歴
WWE

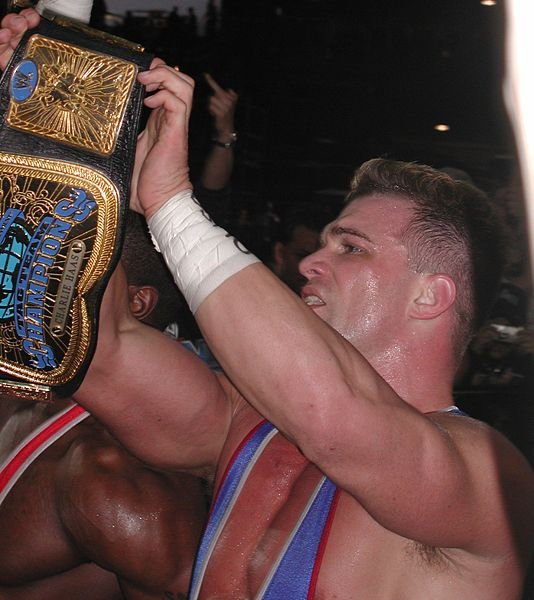
WWEタッグ王座

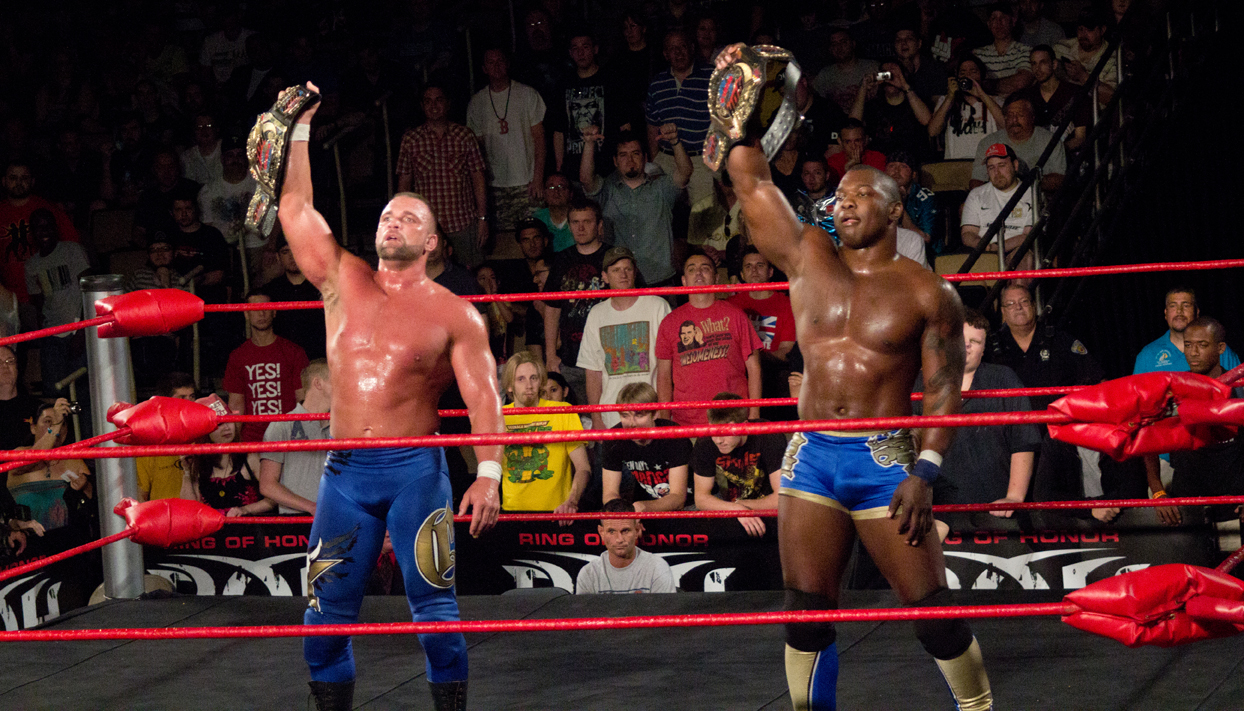
ROH世界タッグ王座(左側シェルトン・ベンジャミン)

- WWEタッグ王座 : 3回（w / シェルトン・ベンジャミン : 2回、リコ : 1回）

ROH
- ROH世界タッグ王座 : 2回（w / シェルトン・ベンジャミン）

CZW
- CZW世界タッグ王座 : 1回（w / ラス・ハース）

ECWA
- ECWAタッグ王座 : 1回（w / ラス・ハース）

HWA
- HWAヘビー級王座 : 1回

JAPW
- JAPWタッグ王座 : 2回（w / ラス・ハース）

MCW
- MCW南部タッグ王座 : 3回（w / ラス・ハース）

OVW
- OVW ラス・ハース メモリアルタッグトーナメント優勝（w / ノヴァ）

PCW
- PCWタッグ王座

## 入場曲
- Heroes
- Medal
- Pay The Price（Eric & The Hostiles）